# 하지민
하지민(河知民, 1989년 3월 21일~)은 대한민국의 요트 선수이다. 주 종목은 레이저로 올림픽에 4회(2008, 2012, 2016, 2020) 참가했으며 아시안 게임에서 레이저 종목 금메달 3개를 획득했다.

## 학력
- 한국해양대학교 해양과학기술전문대학원 해양관리기술학과

## 경력
- 2004년 제주 아시아태평양레이저챔피언십 우승
- 2006년 전국체육대회 요트 남고부 국제레이저급 우승
- 2007년 해군참모총장배 전국요트대회 국제레이저급 우승
- 2007년 세일 브리즈번 국제요트대회 레이저급 준우승
- 2010년 대통령기 전국시도대항 요트대회 남자 레이저급 우승
- 2010년 제91회 전국체육대회 요트 일반부 국제레이저급 금메달
- 2010년 제16회 광저우 아시안게임 요트 남자 레이저급 금메달
- 2011년 제92회 전국체육대회 요트 일반부 국제레이저급 금메달
- 2012년 제93회 전국체육대회 요트 일반부 국제레이저급 금메달
- 2013년 제94회 전국체육대회 요트 일반부 국제레이저급 금메달
- 2014년 제14회 해양경찰청장배 전국요트대회 남자일반부 레이저급 우승
- 2014년 제17회 인천 아시안게임 요트 남자 레이저급 금메달
- 2015년 제61회 대한체육회 체육상 시상식 장려상 경기부문
- 2015년 제96회 전국체육대회 요트 일반부 국제레이저급 금메달
- 2016년 요트 레이저유럽선수권대회 남자 은메달